# ランニオン
ランニオン （Lannion、ブルトン語:Lannuon）は、フランス、ブルターニュ地域圏、コート＝ダルモール県のコミューン。花のまちコンクールで4つ星を獲得している。

## 概要
郡庁所在地で、トレゴル地方の中心地であり、都市圏では人口約6万人となる。中世の町並みが保存されており、夏季には観光客で賑わう。アルカテル・ルーセント、Orangeが電話通信業センターを設置し、SAGEMはここで操業している。
初等学校に通う子供たちの12.2%がブルトン語との2言語学校で学んでいる。

## 人口統計
| 1962年 | 1968年 | 1975年 | 1982年 | 1990年 | 1999年 | 2006年 | 2010年 |
| ------ | ------ | ------ | ------ | ------ | ------ | ------ | ------ |
| 9479   | 12535  | 16867  | 16641  | 16958  | 18368  | 19459  | 20079  |

参照元:1999年までEHESS、2000年以降INSEE

## 姉妹都市
- ギュンツブルク、ドイツ
- ケアフィリ、ウェールズ、イギリス
- ビベイロ、ガリシア州、スペイン